# سيد لوسيرو
سيد لوسيرو هو عارض وممثل فلبيني، ولد في 12 مارس 1981 في الفلبين.

## وصلات خارجية
- سيد لوسيرو على موقع IMDb (الإنجليزية)
- سيد لوسيرو على موقع قاعدة بيانات الفيلم (الإنجليزية)